# Vidafélék
A vidafélék (Viduidae) a madarak osztályának verébalakúak (Passeriformes) rendjébe tartozó család.
Afrikában élő, fészekparazita fajok tartoznak ide.

## Rendszerezés
A családba az alábbi 2 nem és 20 faj tartozik:
- Anomalospiza (Shelley,  1901) – 1 faj
  - kakukk-szövőmadár (Anomalospiza imberbis)

- Vidua (Cuvier, 1816) – 19 faj
  - piroslábú atlaszvida (Vidua chalybeata)
  - zöldes atlaszvida (Vidua raricola)
  - Baka-atlaszvida (Vidua larvaticola)
  - Vidua maryae
  - Vidua nigeriae
  - sötét atlaszvida (Vidua funerea)
  - zambézi atlaszvida (Vidua codringtoni)
  - fehérlábú atlaszvida (Vidua purpurascens)
  - bíboratlaszvida (Vidua wilsoni)
  - kameruni atlaszvida (Vidua camerunensis)
  - acélkék vidapinty vagy hosszúfarkú atlaszpinty (Vidua hypocherina)
  - sárgahasú vida vagy szalmavida (Vidua fischeri)
  - királyvida (Vidua regia)
  - dominikánus vida (Vidua macroura)
  - hosszúfarkú paradicsomvida (Vidua togoensis)
  - uszályos paradicsomvida (Vidua interjecta)
  - keleti paradicsomvida (Vidua paradisaea)
  - száheli paradicsomvida vagy szélescsőrű paradicsomvida (Vidua orientalis)
  - szélesfarkú paradicsomvida (Vidua obtusa)

## Képek

kakukk-szövőmadár (Anomalospiza imberbis)
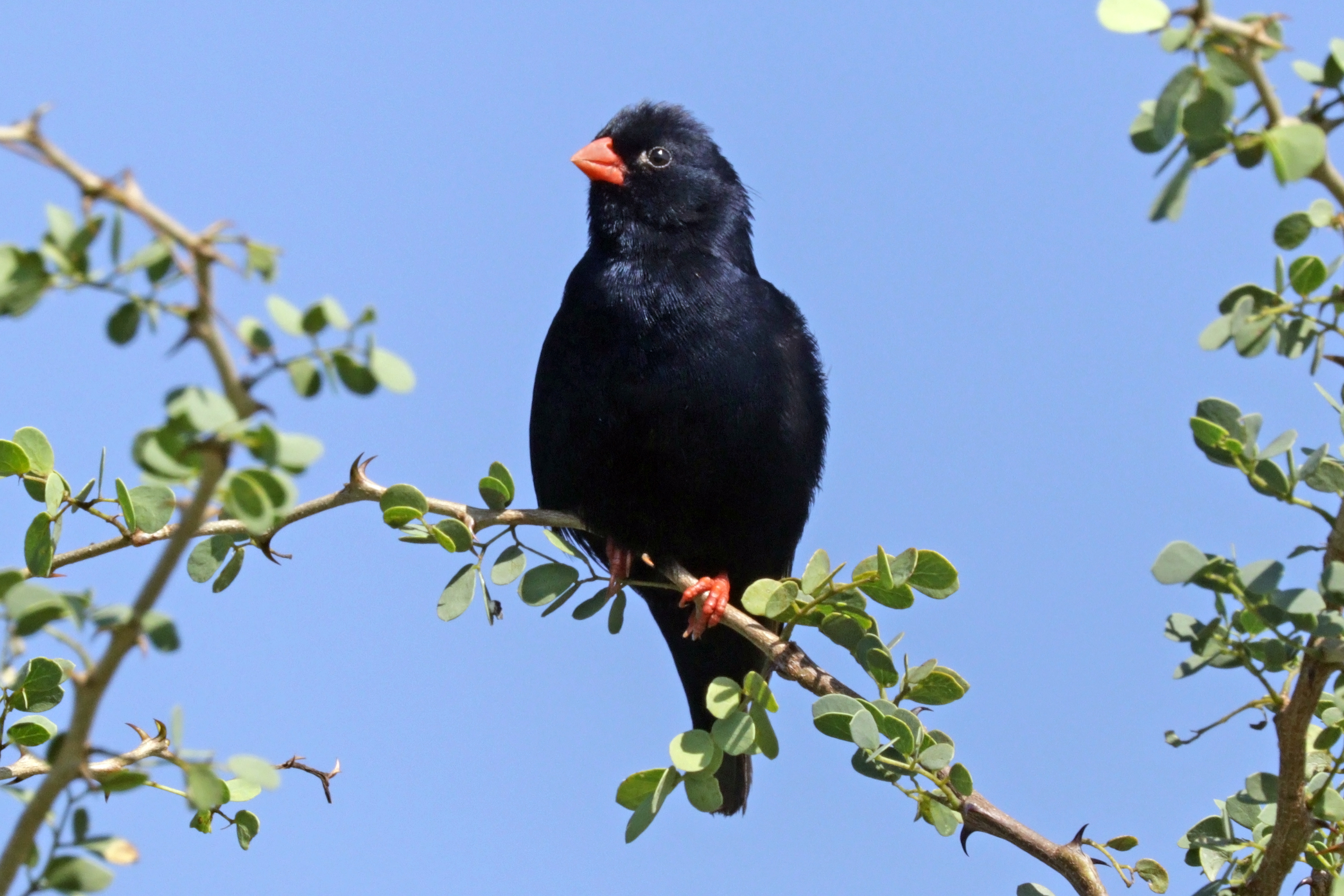
piroslábú atlaszvida (Vidua chalybeata)
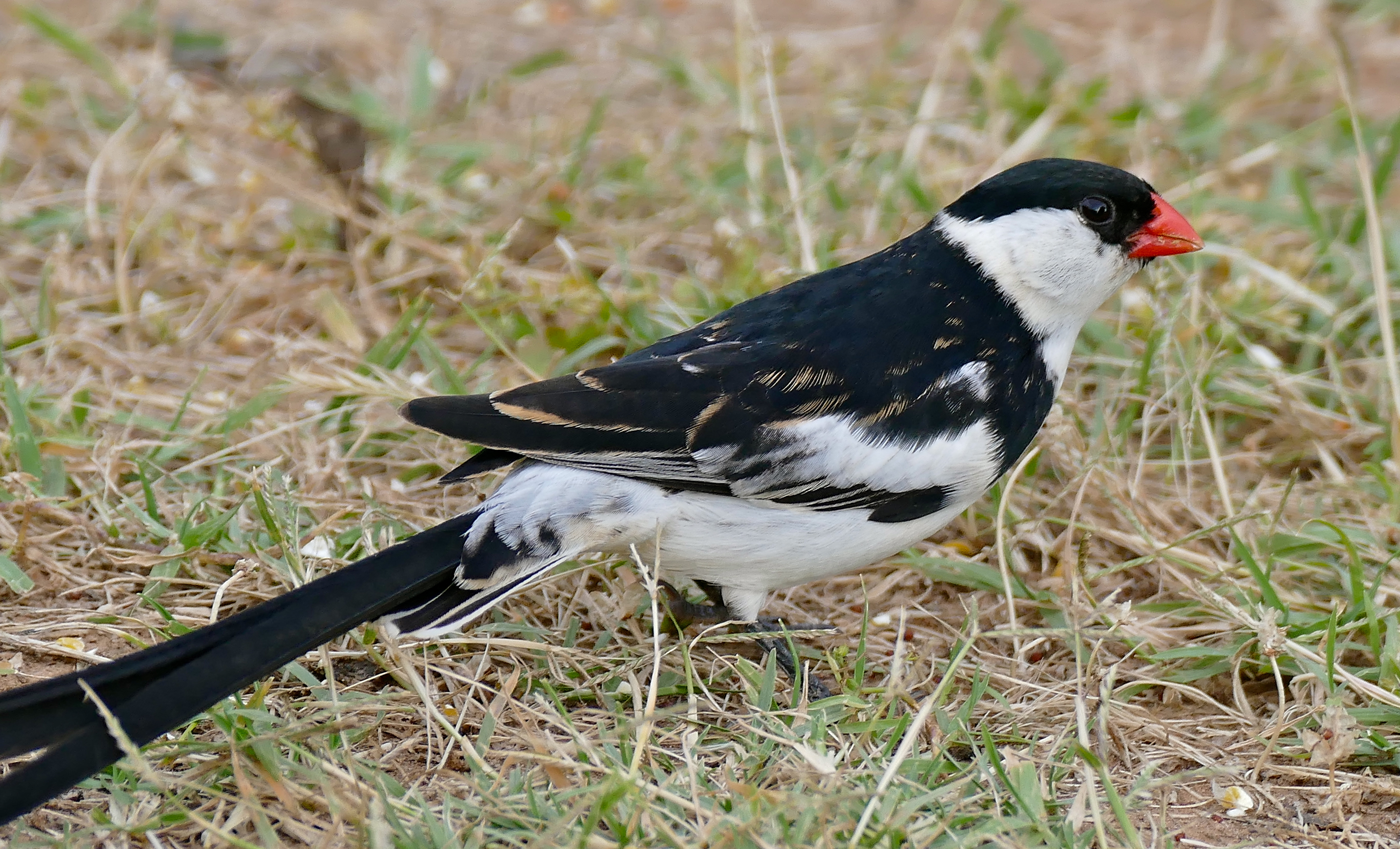
dominikánus vida (Vidua macroura)
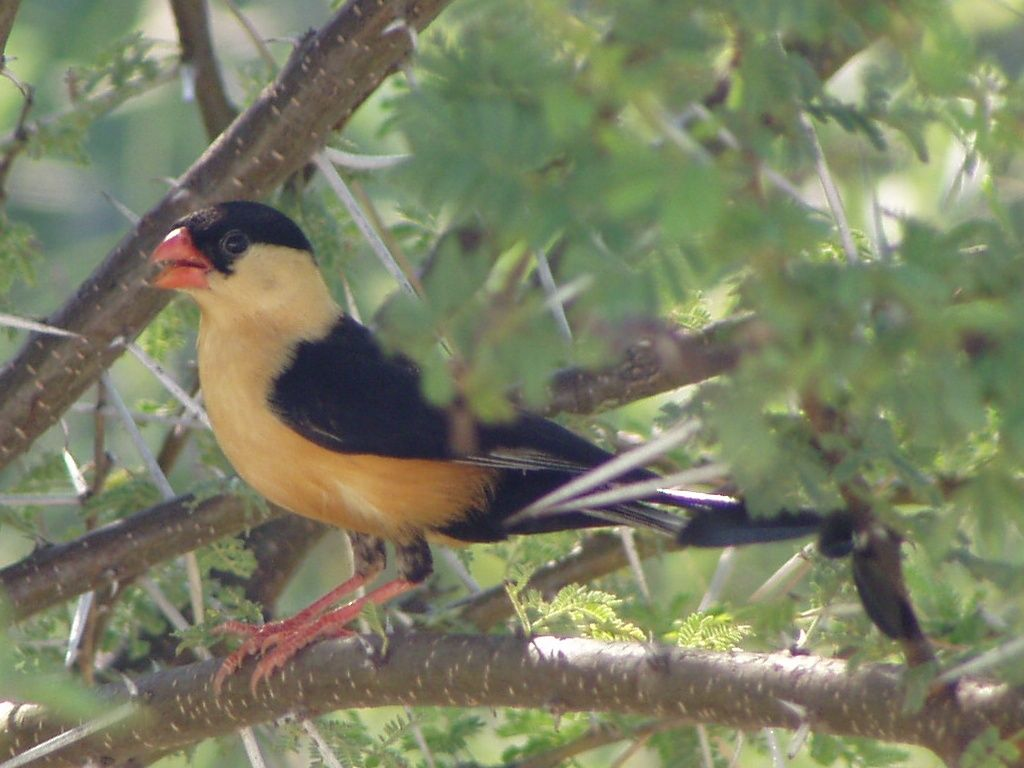
királyvida (Vidua regia)
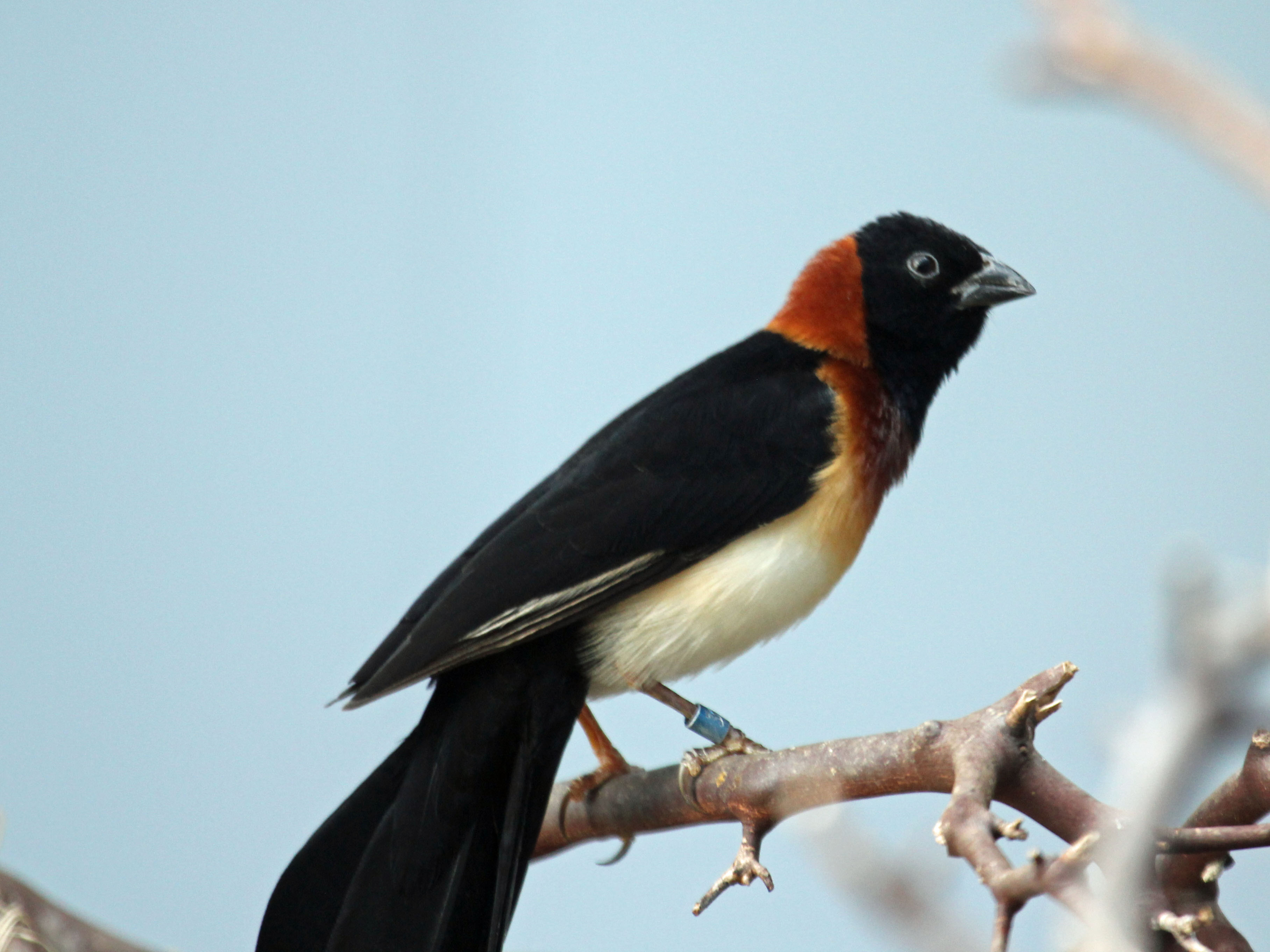
keleti paradicsomvida (Vidua paradisaea)